# Jaroslav Volf (motocyklový závodník)
Jaroslav Volf (4. ledna 1921, Lojovice – 2001) byl český motocyklový závodník, reprezentant v ploché dráze. Závodil i v terénních a silničních motocyklových závodech. Jeho syn Jaroslav Volf byl reprezentant na ploché dráze.

## Závodní kariéra
V Mistrovství Československa na klasické ploché dráze skončil v roce 1957 na 5. místě, v roce 1958 na 6. místě, v roce 1959 na 7. místě, v roce 1960 na 6. místě a v roce 1961 na 16. místě. V Mistrovství světa jednotlivců skončil v roce 1960 na 11. místě v kontinentálním finále. V Mistrovství světa jednotlivců na dlouhé ploché dráze skončil v roce 1960 na 13. místě.